# Aeropista de Puerto Adolfo López Mateos
El Aeródromo Matancitas (Código OACI: MX72, Código DGAC: MTB) o Aeródromo de Puerto Adolfo López Mateos es un campo de aviación privado de uso público ubicado en Puerto Adolfo López Mateos, Baja California Sur, una comunidad pesquera ubicada en la Bahía de Magadalena. El aeródromo es operado por Productores Pesqueros de Matancitas S.A. de C.V. usualmente con propósitos de aviación general y ocasionalmente es usado por Phoenix Los Amigos Chapter of the Flying Samaritans, quienes llevan voluntariamente suministros médicos gratuitos el segundo sábado de cada mes. Cuenta con una pista de aterrizaje sin pavimentar de 1300 metros de largo y 17 metros de ancho, además de una plataforma de aviación en la cabecera 11.